# Der ewige Jude (Ausstellung)

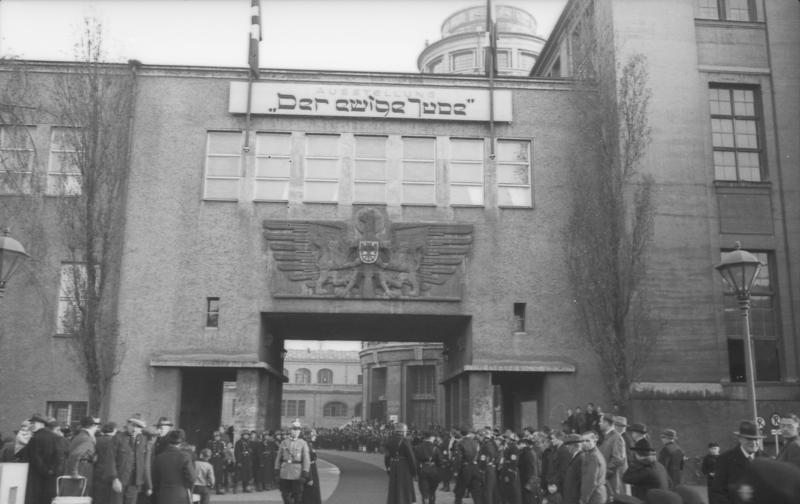
Plakate an der Fassade des Deutschen Museums, München

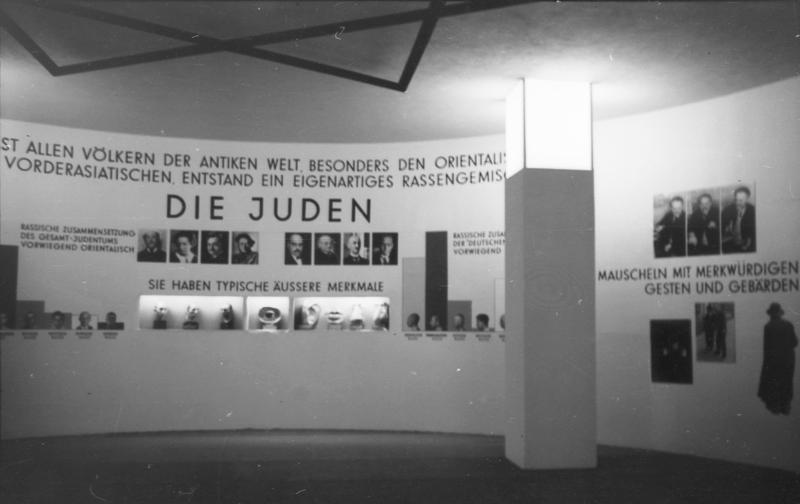
Innenraum

Der ewige Jude war der Titel einer von den Nationalsozialisten ab November 1937 veranstalteten Wanderausstellung, die der weiteren Aufhetzung der Bevölkerung im Rahmen der antisemitischen Rassismusideologie diente.

## Organisatoren
Initiator der Ausstellung war, wie schon bei der ein Jahr zuvor am 7. November 1936 ebenfalls im Bibliotheksbau des Deutschen Museums eröffneten Ausstellung Große antibolschewistische Schau, der stellvertretende NSDAP-Gauleiter von München-Oberbayern Otto Nippold. Durchgeführt wurde die Ausstellung durch den stellvertretenden Gaupropagandaleiter Walther Wüster, für die Gestaltung zeichneten der Architekt Fritz von Valtier und der Maler Horst Schlüter verantwortlich.

## Verlauf
Die als Wanderausstellung konzipierte propagandistische Schau fand vom 8. November 1937 bis 31. Januar 1938 erstmals in der Bibliothek des Deutschen Museums in München statt und wurde am 8. November von Joseph Goebbels und anderen NS-Größen eröffnet.
Die Ausstellung war die dritte Schau eines in sich geschlossenen Zyklus der sogenannten „Schandausstellungen“, der 1936 mit der Großen antibolschewistischen Schau begann, gefolgt von der Ausstellung Entartete Kunst und mit der Ausstellung Der ewige Jude seine Fortsetzung fand.
Der Eintritt kostete 50 Pfennige, im Vorverkauf der NSDAP 35 Pfennige. Die Ausstellung erhielt das womöglich werbewirksame Verdikt „Jugendliche haben keinen Zutritt“, allerdings wurden die Schüler der Münchner Schulen klassenweise durch die Ausstellung geführt. Die Sonderpostkarte zur Ausstellung war nach wenigen Tagen vergriffen. In München verzeichnete die Ausstellung 412.300 Besucher.
Vom 2. August bis 23. Oktober 1938 wurde die Schau in der Nordwestbahnhalle in Wien gezeigt – die Eröffnungsrede hielt Arthur Seyß-Inquart. In der Ausstellung in Wien waren Fotos des ehemaligen Wiener Bürgermeisters Richard Schmitz und des Kabarettisten Fritz Grünbaum, beide im Konzentrationslager Dachau inhaftiert, mit der Legende „Juden und Judenknechte in Dachau auf Sommerfrische“ zu sehen. Auch in Wien war die Ausstellung ein großer Erfolg und verzeichnete 350.000 Besucher. Der Besuch war für Wiener Schüler obligatorisch.
Vom 12. November 1938 bis am 13. Januar 1939 wurde die Ausstellung in Berlin gezeigt. Im Schatten der Reichspogromnacht verzeichnete die Ausstellung in Berlin mit 250.000 Besuchern etwas weniger Beachtung.
Vom 4. Februar bis 5. März gastierte die Ausstellung in Bremen, vom 24. März bis 23. April in Dresden und schließlich vom 13. Mai bis 11. Juni in der Stadthalle Magdeburg, wo sie von 80.000 Besuchern gesehen wurde.
Während der deutschen Besetzung Frankreichs wurde eine ähnliche Ausstellung mit dem Titel „Le Juif et la France“ im besetzten Frankreich gezeigt, dazu hatte der Judenreferent der Deutschen Botschaft in Paris Carltheo Zeitschel aus Berlin die Unterstützung durch Walther Wüster angefordert.

## Inhalt und Interpretation
Der erste Saal drehte sich um die „biologischen Grundlagen des Judentums“, diente also der rassistischen Diffamierung. Im zweiten Saal war die jüdische Religion Gegenstand herabsetzender, falscher und beleidigender Interpretationen. Im weiteren Verlauf der Ausstellung wurde die „Geschichte des Judentums“ als Gang durch die Weltgeschichte thematisiert, in der die Juden als omnipräsente Wucherer und Hehler dargestellt wurden, die man aus Notwehr in Ghettos sperren oder vertreiben musste.
Die grafische Ausführung von Plakaten und Schriftzügen geben ein charakteristisches Beispiel für die klischeehafte Bildersprache der antisemitischen Propaganda des NS-Regimes. Anhand von Bildern und Fotografien, wie etwa von Leo Trotzki und Charlie Chaplin, den die Nationalsozialisten fälschlicherweise als Juden titulierten, sollten sogenannte typisch „jüdische Merkmale“ herausgestellt werden. Ferner sollten für die damalige Propaganda typische Karikaturen, wie der Typus des Ostjuden im Kaftan mit Goldmünzen und Peitsche in den Händen und einer Weltkarte unter dem Arm, kombiniert mit Hammer- und Sichelsymbolik, antisemitische Tendenzen mit dem Bolschewistenschreck verflechten, der später im fünften Flugblatt der Weißen Rose von Alexander Schmorell kritisiert wurde. So wurden Weltverschwörungstheorien und angebliche Versuche der Juden zur Sowjetisierung Deutschlands mannigfach und überspitzt postuliert (siehe auch: Jüdischer Bolschewismus).
Die Ausstellung, ebenso wie der gleichnamige Film, sind daher zur Vorgeschichte der Novemberpogrome 1938 und des bald darauf folgenden Holocaust zu rechnen, da sie ideologisch vor allem dazu dienten, letzte moralische Skrupel bei der sogenannten arischen Bevölkerung zu beseitigen und eine Entmenschlichung der vielen späteren Opfer, die bisher normale Mitbürger des Alltagslebens waren, durch künstliche Weckung von Angst-, Neid- und Hassgefühlen vorzubereiten. Laut Polizeiberichten bestand ein direkter Zusammenhang zwischen der Ausstellung und der steigenden Zahl antisemitischer Übergriffe.